# 닥터 스트레인지러브
《닥터 스트레인지러브 또는: 나는 어떻게 폭탄에 대한 걱정을 멈추고 사랑하는 법을 배웠나?》(Dr. Strangelove or: How I Learned to Stop Worrying and Love the Bomb), 보통 줄여서 《닥터 스트레인지러브(Dr. Strangelove)》는 스탠리 큐브릭이 1964년에 찍은 미래 3부작 (닥터 스트레인지러브, 2001: 스페이스 오디세이, 시계태엽 오렌지)중 한편이다. 이 영화 닥터 스트레인지러브는 냉전의 허약한 본질과, 상호 확증 파괴(Mutual Assured Destruction, MAD)를 비꼬고 있다. 이 영화는 피터 조지가 쓴 냉전 스릴러 소설인 적색경보(흔히 멸망까지 2시간)를 테리 사우턴이 각색한 것으로, 영화는 가상의 공군기지에서 미친 잭 D. 리퍼장군이 소련에 대한 선제 핵공격을 명령하면서 시작되고, 세상의 종말을 멈추기 위해, 미 대통령과 대통령을 보좌하는 합동 참모본부, 리퍼 장군의 기지에 있던 영국 공군 장교인 맨드레이크 대령이 세상의 종말을 부를 리퍼 장군의 명령을 취소하려고 시도한다는 내용으로 전개된다.

## 줄거리
미공군 기지의 장성인 잭 리퍼 장군은 수도물 불소처리가 소련 공산주의자들에 의한 미국 상수원 오염 음모라는 과대망상에 사로잡혀, R작전(유사시를 대비하여 장성급이 핵무기 사용허가를 내릴 수 있도록 한 최후 작전)을 843 폭격부대에 전달한다. 이 명령을 받은 843 폭격 부대의 소련을 핵무기로 공격하는 공습계획을 실행한다. 이 사실이 알려지자 펜타곤에서 미국 대통령 머핀 머플리는 R작전을 수행중인 폭격기를 다시 불러오는 문제에 대한 참모회의를 열게되고, 그 와중에 소련 대사를 통해 소련이 "운명의 날 장치"(Doomsday Machine)를 만들어서 핵공격을 받는 즉시 전 세계를 방사능으로 오염시키도록 설치해두었다는 것을 알게 된다. 대통령은 소련 드리트리 서기장에게 핵보복을 하지 말라고 요청하며, 소련이 자신을 믿을 수 있도록 공격중인 폭격기를 격추할 수 있는 정보를 넘겨준다. 한편 결국 리퍼 장군과 같이 있던 맨드레이크 소령이 해제코드를 찾게 되어, 살아남은 대부분의 폭격기는 회항하기 시작했다. 그러나, 미사일 공격을 맞고도 살아남은 B-52 폭격기 한 대는 미사일 공격을 받는 도중에 무전기인 CRM114가 고장나버려서 계속 목표를 향해서 간다. B-52 폭격기가 목표 위에 거의 도착해, 폭탄을 투하하려고 하는데 투하장치가 고장나서, 폭격기의 기장이 투하장치를 고치게 된다. 목표 위에서 폭탄을 떨어뜨리는 뇌관이 고장나, 폭격기의 기장인 콩 소령이 그걸 고치다가, 폭탄 위에 걸터앉은 채로 함께 목표인 ICBM기지로 떨어지게 된다. 그 후 참모회의에 초청된 스트레인지러브 박사가 "운명의 날 장치"가 작동된 세계에서 방사능 셸터를 지어 살아남을 방법을 논의한다. 터짓슨 장군은 소련이 미국보다 더 많은 셸터를 지을 것을 염려한다. 그 순간 스트레인지러브 박사가 휠체어에서 일어나서 "맙소사, 총통각하! 내가 걷다니!"를 소리치고, 베라 린이 부른 우리 다시 만나요(We'll Meet Again)와 함께 대량의 핵폭발 장면을 보여주며 함께 영화는 끝나게 된다.

## 출연
- 피터 셀러스 (Peter Sellers) - 닥터 스트레인지러브
- 조지 C. 스콧 (George C. Scott) - 벅 장군
- 피터 불 (Peter Bull) - 알렉시 드 사디스키 대사

## 평가
닥터 스트레인지러브는 미국 영화협회의 100년, 100대 영화중에 26위, 100년, 100대 웃음에 3위로 올라가 있다. 피터 셀러스가 영화중에서 한 말인 "신사 여러분, 여기에선 싸우면 안됩니다! 여긴 전쟁을 하는 방이니까요!"는 미국 영화협회의 100년, 100대 인용에 64위로 올라가있다. 또한 이 영화는 미국 국립 영화 보존소에 보존되어 있다.
로저 이버트는 닥터 스트레인지러브를 그의 "위대한 영화" 목록에 등록하였다. 그러면서 그는 "이 영화는 틀림없는 금세기 최고의 정치 풍자 영화다"고 말하였다.

## 기타
- 리퍼 장군의 사무실벽에 걸린 그림은 실제의 런던 히드로 국제공항이다.
- "평화는 우리의 직업이다"는 미국 전략 공군 사령부의 모토이다.
- B-52 폭격기 내부 장면에서 쓰인 미국 군가인 When Johnny Comes Marching Home는 아일랜드의 전통적인 반전가인 "Johnny I Hardly Knew Ye"의 선율을 따왔다.
- 맨 마지막 장면에서의 핵 폭발 장면은 나가사키에서 폭발한 핵무기에 대한 시험이자 세계 최초의 핵실험인 트리니티 테스트, 크로스로드 작전에 사용된 BAKER, 그리고 샌드스톤 작전과 마지막으로 대규모 수소 폭탄 실험이었던 레드윙 작전을 찍은 영상이 사용되었다.
- 영화에서 "운명의 날 장치(Doomsday Device)" (코발트-토륨 G-폭탄)은 코발트 폭탄의 아이디어에서 영감을 받은 것으로써, 헝가리 태생 미국 핵물리학자인 레오 실라르트가 처음 개념화하였다.
- 여기에서 피터 셀러스는 1인 3역(맨드레이크 대령, 미 대통령, 스트레인지러브 박사)을 맡았다. 그 중에서 스트레인지 러브 역의 대부분의 대사를 즉흥으로 연기하였다.

## 같이 보기
- 코발트 폭탄
- 시스테마 페리메트르
- 역대 최고의 영화 목록